# 1906 en Colombie-Britannique
Chronologie de la Colombie-Britannique
- 1902
- 1903
- 1904
- 1905
- 1906
- 1907
- 1908
- 1909
- 1910

Cette page concerne des événements qui se sont produits durant l'année 1906 dans la province canadienne de Colombie-Britannique.

## Politique

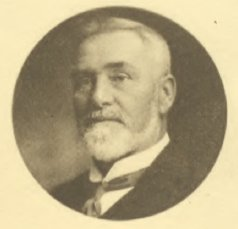
James Dunsmuir

- Premier ministre : Richard McBride.
- Chef de l'Opposition :  James Alexander MacDonald
- Lieutenant-gouverneur : Henri-Gustave Joly de Lotbinière puis James Dunsmuir
- Législature :

## Événements
- 31 mars : les Armoiries de la Colombie-Britannique sont octroyées.

## Naissances
- 16 avril à Victoria : William John Peden, dit « Torchy » , mort le 26 janvier 1980 à Northbrook dans l'Illinois),coureur cycliste canadien.

## Décès
- 1er janvier : Hugh Nelson, lieutenant-gouverneur de la Colombie-Britannique.